# HD 10180
HD 10180 er en sollignende stjerne, som ligger 127 lysår væk fra vores solsystem, i den sydlige konstellation Lille Søslange. Det er for nylig opdaget, at stjernen har mindst fem, måske syv, planeter. Dens masse og metalicitet er henholdsvis 6 % og 20 % større end Solens.